# Lidia Libedinskaïa
Lidia Borissovna Libedinskaïa (Ли́дия Бори́совна Либеди́нская), née Tolstoï, le 24 septembre 1921 à Bakou et morte le 19 mai 2006 à Moscou, est une femme de lettres russe et soviétique, traductrice et mémorialiste,, spécialisée dans la littérature pour la jeunesse et membre de la famille Tolstoï.

## Biographie
Son père est le juriste Boris Dmitriévitch Tolstoï (1897-1942), petit-cousin au 2nd degré de l'écrivain Alexis Tolstoï. Il travaille au Gosplan de la RSFSR, lorsqu'il est emprisonné par le pouvoir stalinien en 1937 et périt en 1942 dans un Goulag, près de Krasnoïarsk. Sa mère, Tatiana Vladimirovna, née Efimova (1892-1965), est poétesse, journaliste et traductrice, connue sous le nom de lettres de Tatiana Vétchorka. Lidia est baptisée dans la religion orthodoxe quelques jours après sa naissance, son parrain étant le poète Viatcheslav Ivanov. La famille s'installe en 1924 à Moscou; pendant vingt ans Lidia habite voie Vorotnikovski.
Lidia étudie à l'institut des archives historiques de Moscou et elle est diplômée de l'institut de littérature. Elle épouse en premières noces le peintre Andreï Constantinovitch Schirmann (1919-1943), mais la mésentente s'installe rapidement. En 1942, elle se remarie avec l'écrivain juif odessite Iouri Libedinski qui avait autrefois dirigé l'Association russe des écrivains prolétariens (RAPP) (c'était pour lui son quatrième mariage), et qui avait été accusé de trotskisme avant la guerre; et elle commence à publier des poésies dans les journaux. Elle devient veuve à l'âge de 38 ans, avec quatre enfants (trois filles et un fils), plus une fille adoptive. Elle était amie de Nina Sakonskaïa, Margarita Aliguer.
Elle est traductrice, publie de la prose, des mémoires et des livres d'histoire ou des romans historiques pour la jeunesse, notamment sur la jeunesse de Herzen, sur des décembristes, sur Alexandre Blok, Maxime Gorki, etc. et en plus elle s'occupe de l'héritage littéraire de son mari.
Elle est enterrée à Moscou au cimetière de Novodievitchi. Elle avait quatorze petits-enfants et six arrières-petits-enfants. Un de ses gendres est le poète dissident Igor Gubermann.

## Publications
- Либединская Л. Б.,Зелёная лампа : воспоминания : [sur Youri Libedinski] / Л. Б. Либединская. — Moscou: éd. Сов. писатель, 1966, 407 pages, 7 pages d'ill. (rééd. 2002, 2011).
- Либединская Л. Б. Воробьёвы горы : Повесть [о детстве А. И. Герцена] (Les Monts des Moineaux, nouvelle sur l'enfance d'Alexandre Hezen) : [pour les classes du début du secondaire] / dessins de N. Kalita, Moscou, éd. лит., 1967, 144 pages, ill.
- Либединская Л. Б. За вас отдам я жизнь : Повесть о Коста Хетагурове (Je donnerais ma vie pour vous, récit sur Kosta Khetarougov / Т. И. Джатиев, Л. Б. Либединская; [Предисл. Н. Тихонова]; [Илл.: Заур-Бек Абоев], [Москва] : [Политиздат], [1969], 400 pages, 7 pages d'ill. (coll. Пламенные революционеры).
- Либединская Л. Б. Жизнь и стихи (о поэзии Александра Блока) (Vie et Vers, sur la poésie d'Alexandre Blok) / Л. Либединская., Moscou, éd. Дет. лит., 1970, 157 pages, ill. (coll. По дорогим местам).
- Либединская Л. Б. Последний месяц года : Повесть о декабристах : П. Пестель, К. Рылеев, С. Муравьёв-Апостол, М. Бестужев-Рюмин, П. Каховский (Le Dernier mois de l'année, récit sur les décembristes Pestel, Ryleïev, Mouraviov-Apostol, Bestoujev-Rioumine et Kakhovski / Л. Либединская ; ill. de Youri Ivanov, Moscou, éd. Мол. гвардия, 1970, 172 pages (coll. Пионер — значит первый; 19 éditions).
- Либединская Л. Б. Горький в родном городе : (Gorki dans sa ville natale)  [pour les premières classes du secondaire] / В. Н. Блохина, Л. Б. Либединская, Moscou, éd. Дет. лит., 1972, 191 pages (coll. По дорогим местам).
- Либединская Л. Б. Герцен в Москве : (Herzen à Moscou), essai documentaire [pour les scolaires] / Л. Либединская, Moscou, éd. 1976, 206 pages (coll. По дорогим местам).
- Либединская Л. Б. С того берега : Повесть о Н. Огарёве (De cette rive, récit sur Ogariov) / Лидия Либединская; [Худож. М. Н. Ромадин], 2e éd., Moscou, éd. Политиздат, 1985, 356 pages, 7 pages illustr.
- Либединская Л. Б. Живые герои : Докум.-худож. кн. [О романе Л. Н. Толстого «Война и мир»] (Héros vivants, livre documentaire sur Guerre et Paix de Tolstoï / Л. Либединская, Moscou, éd. Дет. лит., 1982, 254 pages, 16 pages ill.
- Боритесь за свободу! : Повесть об А. Цулукидзе (Battez-vous pour la liberté!, récit sur A. Tsouloukoudzé) / Лидия Либединская, Moscou, éd. Политиздат, 1990, 366 pages, 7 pages ill. (coll. Пламенные революционеры),  (ISBN 5-250-00832-1).
- Либединская Л. Б. Это великая страна! (C'est un grand pays!)

## Source de la traduction
- (ru) Cet article est partiellement ou en totalité issu de l’article de Wikipédia en russe intitulé « Либединская, Лидия Борисовна » (voir la liste des auteurs).